# オメイサウルス
オメイサウルスは中華人民共和国四川省で発見された中生代ジュラ紀中期の竜脚類の一種。体長15メートル～20メートル。名前は発見地の峨眉山（Mount Emei/Omei）にちなむ。

## 概要
オメイサウルスはマメンチサウルスには及ばないものの、非常に長い首を持つ（全長に占める首の割合はマメンチサウルスよりも大きいとされる）。また、バランスは取れていたかについてだが、前足にワイヤーのような役割をするものがあってそんなに首は上がらなかったとされるが、バランスは取れていたとされる。

## 種
O. junghsiensis
全長約20m、体重約10t。密生した森林に生息していたと考えられる。